# Ochzethaus
Das Ochzethaus ist ein Römer-Erlebnismuseum in Altheim (Oberösterreich).

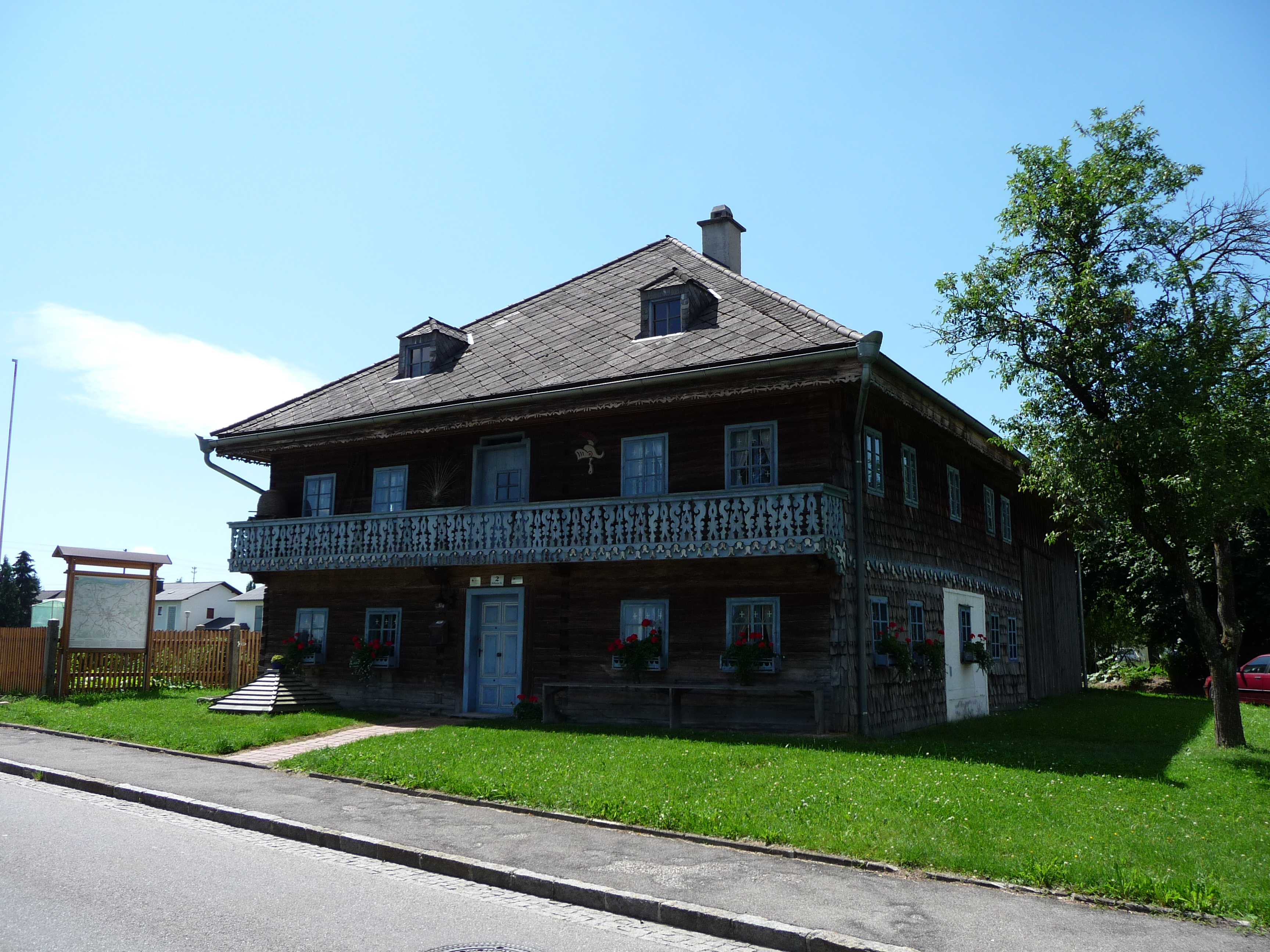
Ochzethaus

## Geschichte
Das Ochzethaus war ursprünglich ein Bauernhaus in der Landgemeinde St. Laurenz und hat seinen Namen von der Flussbezeichnung Ache, mundartlich Och. 1993 erwarb die Gemeinde Altheim das historische Gebäude und baute es zum Museum aus.

## Museum
Im informativen Teil des Ochzethauses findet man antike Gegenstände (Waffen, Ausgrabungen, …), Kurzfilme und andere interessante Details zum Leben der Römer.

### Exponate

#### Abguss des „Römersteins von Pirath“
In der Ortschaft Pirath der Gemeinde Kirchdorf am Inn wurde im September 1924 beim Ackern ein Römerstein mit Inschrift gefunden, der später als Fragment eines Grabdenkmals aus der Zeit zwischen 70 n. Chr. und 150 n. Chr. identifiziert werden konnte. Das Original des „Römersteins von Pirath“ kam 1954 ins Schlossmuseum Linz, ein Abguss befand sich früher in der Kapelle des Wührergutes in Pirath und ist nun im Ochzethaus ausgestellt.

### Museumspädagogik

#### Rätselrallye
Für jugendliche Besucher existiert eine sogenannte Rätselrallye, bei der mittels Fragekärtchen mehrere Objekte in den Ausstellungsvitrinen zu finden sind. Bei erfolgreicher Teilnahme erhält man eine Medaille.

#### Verkleidungssaal
Hier können sich die Besucher als Römer (u. a. Cäsar) oder Gallier (u. a. Asterix und Obelix) verkleiden. Dabei können die bereitgestellten Helme, Schwerter, Lederrüstungen, Umhänge und mehr verwendet werden. Verschiedene Zerrspiegel tragen zur Unterhaltung bei.

#### Kreativitätssaal
Speziell Kinder- und Schülergruppen können hier Mosaike aus alten verschiedenfarbigen Scherben zusammensetzen, ein Modellhaus (Bsp.: römisches Badehaus) aus kleinen Steinziegeln errichten, ein Riesen-Puzzle zusammenbauen und einiges mehr.